# Liga lekkoatletyczna sezon 2012
Liga lekkoatletyczna sezon 2012 – rozgrywki ligowe organizowane przez Polski Związek Lekkiej Atletyki, podzielone na klasy rozgrywkowe: ekstraklasę, I i II ligę.
Zawody rozgrywane były w dwóch rzutach, wiosennych mityngach oraz jesiennych zawodach finałowych. Wyniki uzyskane przez zawodników przeliczane były na punkty, które decydowały o miejscu zajmowanym przez dany klub.
Finał ekstraklasy (II rzut) odbył się 8 września 2012 w Krakowie.

## Ekstraklasa – tabela końcowa
| Miejsce | Nazwa klubu                             | Liczba Punktów | Uwagi     |
| ------- | --------------------------------------- | -------------- | --------- |
| 1       | AZS-AWF Warszawa                        | 3582           | złoto     |
| 2       | KS AZS AWF Kraków (m)                   | 3542           | srebro    |
| 3       | WKS Śląsk Wrocław                       | 3452           | brąz      |
| 4       | SL WKS Zawisza Bydgoszcz                | 3261           |           |
| 5       | AZS-AWFiS Gdańsk                        | 3248           |           |
| 6       | KS Podlasie Białystok                   | 3090           |           |
| 7       | AZS-AWF Katowice                        | 3064           |           |
| 8       | AZS UMCS Lublin                         | 2917           |           |
| 9       | KS AZS AWF Biała Podlaska               | 2814           |           |
| 10      | KS AZS AWF Wrocław                      | 2679           | wycofany* |
| 11      | MKS MOS Płomień Sosnowiec               | 2622           |           |
| 12      | AZS Łódź (b)                            | 2492           |           |
| 13      | AZS KU Politechniki Opolskiej Opole (b) | 2454           |           |
| 14      | KS Agros Zamość                         | 2354           |           |
| 15      | RKS Łódź (b)                            | 2341           |           |
| 16      | WKS Wawel Kraków (b)                    | 2236           |           |

(*) -Zespół AZS AWF Wrocław wycofał się ze startów w przyszłym sezonie, dzięki czemu w ekstraklasie pozostał klub Agros Zamość.
W sezonie 2014 szeregi ekstraklasy lekkoatletycznej zasilą kluby: LŁKS Prefbet Śniadowo Łomża, MKL Toruń, CKS Budowlani Częstochowa, UKS 19 Bojary Białystok.
| Opis tabeli ekstraklasy:               |
| -------------------------------------- |
| (m) – Mistrz z poprzedniego sezonu     |
| (b) – beniaminek                       |
| DNS – drużyna nieskwalifikowana        |
| mistrzostwo                            |
| spadek lub wycofanie klubu z rozgrywek |

## I Liga – tabela końcowa
| Miejsce | Nazwa klubu                 | Liczba Punktów | Uwagi |
| ------- | --------------------------- | -------------- | ----- |
| 1       | LŁKS Prefbet Śniadowo Łomża | 2509           | awans |
| 2       | MKL Toruń                   | 2127           | awans |
| 3       | CKS Budowlani Częstochowa   | 2065           | awans |
| 4       | UKS 19 Bojary Białystok     | 2055           | awans |
| 5       | ZLKL Zielona Góra           | 2045           |       |
| 6       | KS Podlasie Białystok II    | 2032           |       |
| 7       | KKL Kielce                  | 1952           |       |
| 8       | GKS Olimpia Grudziądz       | 1853           |       |
| 9       | TL Pogoń Ruda Śląska        | 1726           |       |
| 10      | AZS UMCS Lublin II          | 1533           |       |
| 11      | TS AKS Chorzów              | 1530           |       |
| 12      | LKS Ziemi Puckiej Puck      | 1466           |       |
| 13      | MKS Bolesłavia Bolesławiec  | 1230           |       |
| 14      | MKS Start Lublin            |                | DNS   |